# Leptocera fumipennis
Leptocera fumipennis är en tvåvingeart som beskrevs av Arnold Spuler 1924. Leptocera fumipennis ingår i släktet Leptocera och familjen hoppflugor. Inga underarter finns listade i Catalogue of Life.